# Panenská Rozsíčka
Panenská Rozsíčka là một làng thuộc huyện Jihlava, vùng Vysočina, Cộng hòa Séc.